# François Harouard de Suarez d'Aulan
François Harouard de Suarez d'Aulan, né le 5 janvier 1931, est un homme d'affaires français, fils aîné de Jean Harouard de Suarez d'Aulan (mort au combat en 1944) et d'Anne Marie Yolande Kunkelmann, héritière de la maison de champagne Piper-Heidsieck. Sa femme, Maria Sidonia Czernin von und zu Chudentitz (1940-2007) était issue de la famille Czernin. 
En 1957, il succède au second mari de sa mère, le Général d’Alès, à la direction générale des Champagnes Piper-Heidsieck, il l'assurera jusqu'en 1988 avant de céder l'affaire à la famille Hériard-Dubreuil.
Il relate l'histoire de la famille Harouard de Suarez d'Aulan dans Un fil dans le tapis, histoire des Suarez d'Aulan, publié aux Editions Karthala en juin 2009.